# Amilly (Eure-et-Loir)
Amilly é uma comuna francesa na região administrativa do Centro, no departamento Eure-et-Loir. Estende-se por uma área de 19,98 km². Em 2010 a comuna tinha 1 880 habitantes (densidade: 94,1 hab./km²).